# 中木戸公園
中木戸公園（なかきどこうえん）は、千葉県白井市にある公園。
西白井駅の西側に位置し、多目的競技広場やテニスコートといった運動施設のほか、子ども向けの遊具を備えた広場もある。東京ドームの約半分の面積を有する。
白井市は令和4年11月より提案型によるネーミングライツ・パートナーを募集開始した。令和5年12月、新鎌ヶ谷駅前クリニックより中木戸公園（白井市大山口1丁目26）に対して提案があり、市の選定委員会で審査の結果、ネーミングライツ・パートナーとなった。愛称の使用開始は、令和6年4月1日から。

## 施設概要
- 面積 - 23,044平方メートル
- 主な施設 - 多目的競技広場・テニスコート・遊具広場
- 主な樹木 - ヤマツバキ・サザンカ・サンゴジュ・スダジイ・モッコク
- トイレ施設 - 有
- 駐車場 - 有（普通車23台）